# Cas Dijkstra
Cas Dijkstra (Alkmaar, 12 september 2001) is een Nederlands voetballer die als middenvelder voor Koninklijke HFC speelt.

## Carrière
Cas Dijkstra speelde in de jeugd van FC Volendam en HVV Hollandia. In 2019 maakte hij de overstap naar Telstar, waar hij een contract voor een jaar tekende. Hij debuteerde voor Telstar op 14 februari 2020, in de met 1-1 gelijkgespeelde uitwedstrijd tegen FC Volendam. Hij kwam in de 90+3e minuut in het veld voor Anass Najah. Op 28 februari 2020 maakte hij zijn basisdebuut voor Telstar in de met 2-2 gelijkgespeelde uitwedstrijd tegen Jong Ajax, en leidde hij bij een stand van 2-0 met een assist de comeback in. Op 31 januari 2023 vertrok Dijkstra per direct naar Koninklijke HFC.

## Statistieken
| Seizoen                      | Club            | Land           | Competitie     | Competitie | Competitie | Beker | Beker | Totaal | Totaal |
| Seizoen                      | Club            | Land           | Competitie     | Wed.       | Dlp.       | Wed.  | Dlp.  | Wed.   | Dlp.   |
| ---------------------------- | --------------- | -------------- | -------------- | ---------- | ---------- | ----- | ----- | ------ | ------ |
| 2019/20                      | Telstar         | Nederland      | Eerste divisie | 3          | 0          | 0     | 0     | 3      | 0      |
| 2020/21                      | Telstar         | Nederland      | Eerste divisie | 25         | 2          | 1     | 0     | 26     | 2      |
| 2021/22                      | Telstar         | Nederland      | Eerste divisie | 32         | 4          | 2     | 0     | 34     | 4      |
| 2022/23                      | Telstar         | Nederland      | Eerste divisie | 2          | 0          | 0     | 0     | 2      | 0      |
| 2023/24                      | Koninklijke HFC | Nederland      | Tweede divisie | 15         | 8          | 1     | 0     | 16     | 8      |
| Carrièretotaal               | Carrièretotaal  | Carrièretotaal | Carrièretotaal | 77         | 14         | 4     | 0     | 81     | 14     |
| Bijgewerkt op 2 januari 2024 |                 |                |                |            |            |       |       |        |        |